# Rhyncogonus bryani
Rhyncogonus bryani là một loài bọ cánh cứng trong họ Curculionidae. Nó là loài đặc hữu của Hoa Kỳ.